# مدارس تدريس التاريخ
هناك العديد من مدارس تدريس التاريخ، كل منها تعكس المناهج التاريخية المتعلقة بالموضوع.
لاحظ أن «مدرسة» تدريس التاريخ ليست كيانًا ماديًا ولا مؤسسة تعليمية، ولكنها عبارة عن مصطلح يتم تطبيقه على مجموعة من الأكاديميين الذين يتخذون نفس طريقة التفكير.
وقد يشارك أو لا يشارك المؤرخون «بشكل رسمي» في واحدة أو أكثر من هذه المدارس. وقد يميلون تجاه واحدة من تلك المدارس، أو على مدار التاريخ، يغيرون موقفهم.
وقد تفككت بعض المدارس بشكل كبير، لأنها فقدت مصداقيتها.

## المدارس المعتمدة على فلسفات مختلفة
- المدرسة الحولية
- التأريخ الماركسي
- التاريخ اليميني

## المدارس التي تركز على التاريخ من خلال نظام آخر
- المدرسة التاريخية للاقتصاد
- المدرسة التاريخية الألمانية (قانون)